# Glyptemys
Glyptemys és un gènere de tortugues de la família dels emídids (Emydidae). Es compon de dues espècies: la Glyptemys muhlenbergii i la Glyptemys insculpta,  endèmiques d'Amèrica del Nord. Fins a l'any 2001, aquestes tortugues eren considerades membres del gènere Clemmys, que actualment compta amb un dels membres, Clemmys guttata.
De plena maduresa, aquestes tortugues creixen entre 9 i 20 cm. Aquestes tortugues són semi-aquàtiques, encara que això varia segons la temporada. Tenen unes característiques morfològiques que les fan úniques i diferents.
Les Glyptemys prefereixen corrents de moviment lent i llacunes i s'alimenten d'insectes, matèria vegetal, petits invertebrats, i mengen carronya. Aquestes tortugues estan protegides en tot el seu rang.